# 姆基拉
36°37′31″N 3°47′33″E / 36.6252°N 3.7925°E
姆基拉（阿拉伯语：‎），是阿爾及利亞的城鎮，位於該國北部提濟烏祖省，由提濟蓋尼夫區負責管轄，面積36平方公里，2008年人口17,690，人口密度每平方公里494人。